# Communauté de communes des Villes d’Oyse
Die Communauté de communes des Villes d’Oyse war ein französischer Gemeindeverband mit der Rechtsform einer Communauté de communes im Département Aisne in der Region Hauts-de-France. Sie wurde am 12. November 1992 gegründet und umfasste 21 Gemeinden. Der Verwaltungssitz befand sich im Ort La Fère.

## Historische Entwicklung
Am 1. Januar 2017 wurde der Gemeindeverband mit der Communauté de communes Chauny-Tergnier sowie drei Gemeinden der Communauté de communes du Val de l’Ailette (Bichancourt, Manicamp und Quierzy) zur neuen Communauté d’agglomération Chauny-Tergnier-La Fère zusammengeschlossen.

## Ehemalige Mitgliedsgemeinden
1. Achery
2. Andelain
3. Anguilcourt-le-Sart
4. Beautor
5. Bertaucourt-Epourdon
6. Brie
7. Charmes
8. Courbes
9. Danizy
10. Deuillet
11. La Fère
12. Fourdrain
13. Fressancourt
14. Mayot
15. Monceau-lès-Leups
16. Rogécourt
17. Saint-Gobain
18. Saint-Nicolas-aux-Bois
19. Servais
20. Travecy
21. Versigny